# Пълва
Пълва (на естонски Põlva) е град в Естония, административен център на област Пълва. Основан е през 13 век. Населението му е 6440 души към 1 януари 2006 г.